# 伊沢政義
伊沢 政義（いざわ まさよし、生年不詳 - 元治元年7月16日〈1864年8月17日〉）は、江戸幕府末期（幕末）の武士（旗本）。伊沢吉次郎の子。通称は助三郎。官途は摂津守、従五位下美作守。正室は相馬樹胤の娘。子に政達（力之助）、謹吾（木下利義）。石高は3250石。

## 生涯
天保3年（1832年）11月17日に寄合より中奥小姓となり、天保6年（1835年）に摂津守に叙任、天保9年（1838年）に美作守となり、同年12月28日に小普請支配となる。天保10年（1839年）3月24日、浦賀奉行となり役料1000石を受ける。天保13年（1842年）3月28日に長崎奉行に転任、役料4402俵を受ける。
長崎では出島貿易の整備促進、弘化元年（1844年）のオランダ国王ウィレム2世の幕府への開国勧告書翰に対する折衝、翌弘化2年（1845年）のイギリス船サマラン号長崎来航事件などの対応に追われた。しかし、同年に失脚した江戸南町奉行鳥居耀蔵に対する幕府の取り調べで、姻戚関係にあった耀蔵と結託して天保13年（1842年）に高島秋帆を無実の罪で捕らえたことが発覚すると長崎奉行を罷免、江戸へ戻り12月3日に江戸城西丸留守居に左遷され、翌弘化3年（1846年）7月25日に留守居も罷免され寄合の身となった。
だが近年の研究では、長崎会所の長年にわたる杜撰な運営の責任者として高島は処罰されたのであり、高島の逮捕・長崎会所の粛清は会所経理の乱脈が銅座の精銅生産を阻害することを恐れた老中水野忠邦によって行われたものとする説がある。
嘉永6年（1853年）12月5日、マシュー・ペリー率いる東インド艦隊来航後に浦賀奉行に再任され、翌安政元年（1854年）3月3日、林復斎を筆頭に井戸覚弘、鵜殿長鋭らと共に全権委員の1人として日米和親条約に調印をした。同年に下田奉行となり、12月に同職の都築峯重と共にアメリカ使節アダムスと日米和親条約付録（下田追加条約）についても調印。同年に下田港に来航したロシア使節プチャーチンの交渉に当たっていた露使応接掛筒井政憲・川路聖謨の補佐役にも従事した。
安政2年（1855年）8月9日に普請奉行となり、安政3年（1856年）9月15日に大目付服忌令分限帳改、安政4年（1857年）12月28日に南町奉行となり、安政5年（1858年）10月9日には大目付宗門改に再任、神奈川開港を前に取調掛として外国奉行の補佐も行った。文久3年（1863年）9月10日に江戸城留守居となり、洒々落々な余生を送ったと伝わる。
元治元年（1864年）7月16日に死去。法名は徳源院譲誉礼仕政義居士。墓所は東京都浅草の新光明寺。

## 家族
家督は次男（長男は夭折）の政達が継いだ。また、三男の謹吾は長崎海軍伝習所に第2期生として入所、鵬翔丸の船長、軍艦奉行、大目付を務めた。

## 経歴
- 天保3年（1832年）11月17日、寄合より中奥小姓
- 天保9年（1838年）12月28日、小普請支配
- 天保10年（1839年）3月24日、浦賀奉行
- 天保13年（1842年）3月28日、長崎奉行
- 弘化2年（1845年）12月3日、西丸留守居
- 弘化3年（1846年）7月25日、罷免、寄合
- 嘉永6年（1853年）12月5日、浦賀奉行に再任
- 嘉永7年（1854年）3月24日、下田奉行
- 安政2年（1855年）8月9日、普請奉行
- 安政3年（1856年）9月15日、大目付、海岸防禦御用掛
- 安政4年（1857年）12月28日、南町奉行
- 安政5年（1858年）10月9日、大目付再任、外国掛
- 文久3年（1863年）9月10日、留守居
- 元治元年（1864年）7月16日、死去。